# Carlos Armando Gruezo Quiñónez
Carlos Armando Gruezo Quiñónez (Santo Domingo, 18 settembre 1975) è un ex calciatore ecuadoriano, centrocampista della nazionale ecuadoriana.

## Biografia
Anche suo figlio Carlos è stato un calciatore.

## Carriera

### Club
Ha sempre giocato in patria, dal 1993 al 2009.

### Nazionale
Il 14 ottobre 1998 ha giocato la sua unica partita in nazionale.